# Dyavagondanahalli, Madhugiri
Dyavagondanahalli là một làng thuộc tehsil Madhugiri, huyện Tumkur, bang Karnataka, Ấn Độ.